# Gerald Logan
Gerald Logan (Wimbledon, Londres, 29 de desembre de 1879 – Folkestone, Kent, 29 d'abril de 1951) va ser un jugador d'hoquei sobre herba anglès que va competir a principis del segle xx.
El 1908 va prendre part en els Jocs Olímpics de Londres, on va guanyar la medalla d'or en la competició d'hoquei sobre herbal, com a membre de l'equip anglès. En aquest campionat marcà 5 gols i en total fou 9 cops internacionals amb Anglaterra.